# Asamatsu Ken
Asamatsu Ken (朝松健,10 de abril de 1956) es un novelista del Minami-ku (distrito sur) de Sapporo, Hokkaidō. La mayoría de sus obras son novelas relacionadas con el ocultismo / misteriosas o novelas de corte lovecraftiano. Su nombre real es Matsui Katsuhiro. El pseudónimo "Asamatsu Ken" proviene del escritor Arthur Macken. Su cónyuge es Matsuo Mirai, una pensadora aficionada a la brujería.
Asamatsu ha publicado varias novelas basadas en el estilo esotérico, y relatos relacionados con el periodo Muromachi. Además, su recopilación antológica de relatos relacionados con la mitología de Cthulhu Lairs of the Hidden Gods (lit. Guaridas de los Dioses Ocultos) ha sido muy valorada tanto dentro como fuera de Japón.

## Trayectoria
Ken Asamatsu se graduó en el instituto Hokkaido Sapporo Tsukisamu High School, y más tarde de la Facultad de Letras de la Universidad de Toyo, en su Departamento de Budismo.
En 1972, Asamatsu fundó la revista de ficción fantástica "Kuromadan". Se unió a la Sociedad Nacional de Publicaciones de Japón en 1981. Mientras se dedicaba a la traducción y publicación de novelas misteriosas, publicó varios artículos y libros relacionados con la magia occidental. Asamatsu es pionero en la introducción del conocimiento de la magia occidental en Japón. Algunas de las palabras mágicas que aparecen con frecuencia en novelas y juegos desde la década de los 80 son las traducciones y palabras acuñadas que Asamatsu ideó en sus traducciones de textos originales (por ejemplo, el "召喚" de "召喚魔術" invocación mágica).
En 1986, Asamatsu debutó como novelista con "Makyо̄ no Gen'ei" (Ecos de Cultos Antiguos), en la editorial Sonorama Bunko.
En 1995, el autor fue hospitalizado de urgencia por un repentino absceso cerebral. Aunque estuvo al borde de la muerte durante un tiempo, se recuperó de forma milagrosa en 1996 y reanudó la escritura.
En 1999, publicó junto con el dibujante JET el cómic "Las invocaciones infernales de KEN & JET" (Con la editorial Asahi Sonorama Cómics), basado en sus propias experiencias.
En 2006, su relato corto inspirado en el período Muromachi "Higashiyamadono Oniwa" (El Jardín de la Villa de Higashiyamadono) fue seleccionado como candidato a la categoría de relato corto del 58.º Premio de la Asociación de Escritores de Misterio de Japón.
Además, Asamatsu aparece como personaje bajo el nombre de "Escritor de lo oculto Kentaro Aramatsu" en la obra de Yōsuke Takahashi Kuroko Kuroko (黒衣 KUROKO).

## Publicaciones literarias

### Reverse Space Series (Saga delEspacio Inverso)
- 逆宇宙ハンターズ (Cazadores del Espacio Inverso)
  - 魔教の幻影 (Ecos de Cultos Antiguos)
  - 魔霊の剣 (La Espada del Demonio)
  - 黄金の魔王城 (El Castillo del Demonio Dorado)
  - 虚空聖山 (La Montaña Sagrada del Vacío)
  - 暗黒の夜明け (El Amanecer de la Oscuridad)
  - ベルバランの鬼火 (El Fuego Demoníaco de Belbalan)
- 逆宇宙レイザース (Navajas del Espacio Inverso)
  - 赫い妖霊星 (La Estrella Fantasma)
  - 白の照魔宮 (Templo Blanco del Demonio Brillante)
  - 青き怪魔洞 (La Cueva del Monstruo Azul)
  - 黄泉の摩天楼 (El Rascacielos del Inframundo)
  - 黒衣の妖巫王 (El Rey Brujo de los Kuroko)
  - 玆き炎の仮面 (Máscara de Llamas)
- 比良坂ファイル 幻の女（ファム・ファタル）(La Mujer Fantasma del Archivo de Hirasaka [Femme Fatale])
- 修羅鏡 白凰坊伝綺帖 (El Espejo de Shura)

### Magical Warrior (Guerrero Mágico)
Esta obra fue suspendida debido a la quiebra de la editorial, tras haber publicado sus 5 primeros volúmenes. Después de esto, Asamatsu cambió de editor y la completó. Se divide en:
- 蛇神召喚 (Invocación del Dios Serpiente)
- 妖蛆召喚 (Invocación del Vermis Mysteriis)
- 牧神召喚 (Invocación de un Fauno)
- 星辰召喚 (Invocación del Dragón Astral)
- 白魔召喚(Invocación del Demonio Blanco)
- 冥府召喚 (Invocación del Inframundo)
- 魔王召喚 (Invocación del Rey Demonio)

### Escuela Privada de Lucha
Obra publicada por la editorial Sonorama Bunko de 1987 a 1993. También fue serializada en la revista de novelas de ciencia ficción y fantasía "Shishiou ".
Su portada e ilustraciones son del mangaka Kazuhiko Shimamoto.
Resumen
Se trata de una novela juvenil y de sangre caliente sobre artes marciales, cuyo argumento gira alrededor de un "Club de artes marciales" formado por cinco estudiantes de secundaria y sus asesores que asisten a la Academia Seishin en la ciudad de Sakusei, en la prefectura "S", al norte de la región de Kanto.
Volúmenes
- 私闘学園 (Escuela Privada de Lucha)
- 続・私闘学園
- 新・私闘学園
- 私闘学園の逆襲
- 私闘学園V（サンク）
- 帰ってきた私闘学園
- 哀愁の私闘学園
- 私闘学園[完結篇?]
- その後の私闘学園

### Civilian Superintendent Series (Saga delSuperintendente Civil)
El argumento sigue a un periodista que investiga las oscuras dinámicas de la "Oficina de Control del Patrimonio Nacional", en la Fuerza Terrestre de Autodefensa de Japón.
- 凶獣幻野 (El Campo Fantasma de las Bestias)
- 天外魔艦 (El Barco Demoníaco del Cielo)
- 屍食回廊 (El Corredor de los Ghouls)

### Seta Kan Series (SagaSeta Kan)
- 魔犬召喚 (Invocación de un perro demonio)
- 碧い眼の封印(Sello de ojos azules), renombrado como 神蝕地帯 (Zona Sagrada)

### Rainbow Magical Red (El Rojo Mágico del Arco Iris)
- 白仮面（ペールフェイス）と赤い魔女 (La Máscara Blanca [Pale Face] y la Bruja Roja)
- 妖夢街（ブリガドーン）の影男 (Un Hombre-Sombra en Yо̄mu-gai [Brigadoon])

### Senpū-den Rera-Shiu (Cuentos del Torbellino, antiguo título Northern Trail, [Ruta del Norte])
Esta saga se interrumpió tras la publicación de los dos volúmenes siguientes, pero se le cambió el título y finalmente pudo ser completada.
- 魔犬（ウェン・セタ）街道 (La Autopista del Perro Demonio)
- 神々（カムイ・ウタラ）の砦 (El Fuerte de los Dioses)

Fue trasladada al manga con dibujos de Hiromoto Shin'ichi, bajo el título de Bushido.

### Genroku Reiiden (El Milagro de Genroku)
- 元禄霊異伝 (El Milagro de Genroku)
- 元禄百足盗 (El Ciempiés de Genroku)
- 妖臣蔵 (Almacén de Demonios)

### Ikkyu Series (Saga Ikkyu)
Una saga de misterio en la que aparece el monje Sojun Ikkyū.

### Muromachi Fictions (Ficciones/ Relatos de Muromachi)
- 百怪祭 (Festival de Hyakkai) 
  - 魔蟲傳 (La Guarida de los Insectos-Demonio), escrito recientemente
  - 水虎論 - 『異形コレクション 水妖』(La Teoría del Tigre de Agua), Colección Igyо̄
  - 小面曾我放下敵討 - 『異形コレクション 俳優』
  - 豊国祭の鐘 - 『異形コレクション 屍者の行進』(La Campana del Festival de Toyokuni)
  - かいちご - 『異形コレクション チャイルド』 (Kaichigo), colección Igyо̄ para niños
- 百怪祭2-闇絢爛 (Festival de Kyakkai 2- Hermosa Oscuridad)

### Fantasías Kabuki
- 妖術先代萩 (El predecesor de la brujería)
- 妖術太閤殺し (Brujería del asesinato del Taiko), retitulado como「五右衛門妖戦記」(Goemon Yо̄kai Senki), y convertido en libro de bolsillo.

### La Fortaleza del Gran Paso Bosatsu
Esta obra permanece inconclusa.
- 大菩薩峠の要塞 一の巻 江戸砲撃篇 (La Fortaleza del Gran Paso Bosatsu Volumen 1- Disparo de Edo)
- 大菩薩峠の要塞 二の巻 甲州封鎖篇 (La Fortaleza del Gran Paso Bosatsu Volumen 2- Bloqueo Estatal)

### La Gran Aventura
- 大冒険（上） 香港・澳門激発篇 (La Gran aventura [arriba] Hong Kong: Las explosiones de Macao).
- 大冒険（下） ボロブドゥール決戦篇(La Gran aventura [abajo] La Batalla de Borobudur)

- 妖変! 箱館拳銃無宿 (¡Juventud! Se Busca a Hakodate Vivo o Muerto)

### Itsu-chan Wars (Guerras de Itsu-chan)
- 屍美女軍団 (Ejército de Nigromantes)
- 宇宙からの性服者 (Los Dolientes del Espacio)

### マジカル・シティ・ナイト, Magical City Night (Noche en la Ciudad Mágica)
- Noche en la Ciudad Mágica (1)
- Noche en la ciudad mágica (2) Los Pasos del Gran Gobernante.
- Noche en la Ciudad Mágica (3) Guerras de la Agencia de Magia
- Noche en la Ciudad Mágica (4) Enemigos del Cielo
- Noche en la Ciudad Mágica (5) ¡Encontrad a Ben!
- Noche en la Ciudad Mágica II (1) Sigilo Congelante
- Noche en la Ciudad Mágica II (2) Aria con un Dragón Azul
- La Oscuridad me Envuelve, マジカル・シティ・ナイト FINAL
- La Oscuridad me Envuelve: La Ciudad de los Espejos
- La Oscuridad me Envuelve: KNIGHT AT THE NIGHT (El Caballero de la Noche)

### Obras acerca del Mito de Cthulhu
- 崑央（クン・ヤン）の女王 (Reina de Kn'Yan)
- Novela: El Necronomicón (serie corta)
  - 海魔荘の召喚 (Invocación de un Monstruo Marino)
  - 冷鬼の恋 (El Amor del Demonio Frío)
  - 幻覚の陥穽 (Pozo de Alucinaciones)
- 肝盗村鬼譚 (Kitan, el Pueblo Ladrón de Hígados)
- El Imperio de los Dioses Malvados (Breve conjunto de obras sobre la Alemania nazi y el mito de Cthulhu)
- The Cthulhu Mythos Files3 - El Imperio de los Dioses Malvados (versión completada)
- The Cthulhu Mythos Files4- Reina de Kn'Yan (versión completada)
- The Cthulhu Mythos Files6- Genealogía de Charles Ward.

### 秘神黙示ネクロノーム (Apocalipsis Misterioso Necrónomo)
- Apocalipsis Misterioso Necrónomo (1)
- Apocalipsis Misterioso Necrónomo (2)
- Apocalipsis Misterioso Necrónomo (3)

## Obras Novelizadas
- Mouths Of Madness (lit. Las Bocas de la Locura)

## Cómics (mangas) originales
- Magical Blue (1) (2) (Dibujante: Sakura Mizuki)

## Publicaciones de No-Ficción
- 変身力をよび起こす西洋魔術の本(lit. Libro de magia occidental que evoca un poder transformador)
- 高等魔術実践マニュアル (lit. Manual para la Práctica de Magia Avanzada)

## Antologías
- 秘神 闇の祝祭者たち (Lit. Celebraciones de los Dioses Misteriosos de la Oscuridad)
- 秘神界 歴史編 (Lit. Historia del Mundo Misterioso: recopilación, traducida al inglés como Lairs of the Hidden Gods)
- 秘神界 現代編 (Lit. Mundo Misterioso: Edición Moderna, traducida al inglés como Lairs of the Hidden Gods)